# ТОР «Юрга»
Территория опережающего социально-экономического развития «Юрга» — территория городского округа Юрга в Кемеровской области России, на которой действует особый правовой режим предпринимательской деятельности. Образована в 2016 году. По состоянию на 2020 год на территории зарегистрировано 6 резидентов, объем ожидаемых инвестиций оценивается в 7,5 млрд рублей.

## Развитие территории
В 2014 году Юрга была включена в перечень монопрофильных муниципальных образований (моногородов), что впоследствии дало городу право на оформление статуса территории опережающего социально-экономического развития. ТОР «Юрга» была создана в соответствии с Постановлением Правительства РФ от 7 июля 2016 года № 641 с целью привлечения в город инвестиций, не связанных с деятельностью градообразующего предприятия ООО «Юргинский машиностроительный завод» (входит в группу «Уралвагонзавод»). ТОР «Юрга» стала одной из первых территорий опережающего социально-экономического развития в России.
В 2021 году срок действия режима ТОР в моногородах Кемеровской области был продлен до 2030 года. В ТОР «Юрга» был также расширен перечень разрешенных видов деятельности.

## Условия для резидентов
Требования к потенциальным резидентам ТОР «Юрга» предусматривают, что компании-соискатели должны быть вести деятельность исключительно на территории города, предоставить минимальный установленный объем инвестиций в течение первого года, создать установленное количество рабочих мест в течение первого года, ограничить привлечение иностранной рабочей силы до 25 % максимум, не находиться в процессе ликвидации, банкротства или реорганизации и соответствовать профильным видам деятельности ТОР. Для резидентов предусмотрен льготный налоговый режим: налог на прибыль в федеральный бюджет обнуляется, отчисления в региональный бюджет составят не более 5 % в течение первых пяти лет с момента первой прибыли, затем не более 10 %. Обнуляются налоги на землю и имущество, страховые взносы снижаются до 7,6 %.

## Резиденты
Первым резидентом ТОР «Юрга» стала «Сибирская инвестиционная группа» с проектом создания рыбоводного комплекса на основе систем замкнутого водоснабжения. Завод открылся в 2017 году, общий объем инвестиций составил 750 млн рублей/.
Производственная компания «Рассвет» (входит в состав агрохолдинга TDS Group) реализует проект строительства завода по выпуску рапсового и льняного масла (годовая мощность не менее 1,6 тыс. тонн органического масла) с перспективой экспорта в Литву, Китай и Чехию. Стоимость проекта оценивается в 665,4 млн рублей.
Проект НАО «Томский машиностроительный завод» предполагает серийный выпуск экскаваторов класса «Амфибия».